# Renaco Rapisora
Renaco Rapisora – filipiński zapaśnik w stylu klasycznym.
Brązowy medal igrzysk Azji Południowo-Wschodniej w 1997. Drugi w Pucharze Azji i Oceanii w 1997 roku. Siódmy na igrzyskach azjatyckich w 1998 roku.